# 162. strelska divizija (ZSSR)
162. strelska divizija (izvirno rusko 162. стрелковая дивизия; kratica 162. SD) je bila strelska divizija Rdeče armade v času druge svetovne vojne.

## Zgodovina
Divizija je bila ustanovljena leta 1941 v Artemovsku in bila uničena oktobra 1941 v Vjazmi. Ponovno je bila ustanovljena januarja 1942 in bila deaktivirana julija 1942. Tretjič je bila ustanovljena oktobra 1942 v Taškentu s preoblikovanjem Centralnoazijske NKVD divizije.